# Dulce locura
«Dulce locura», en un principio llamada Luna, es el nombre del segundo sencillo del disco Guapa del grupo español La Oreja de Van Gogh. Es la tercera pista del álbum.

## Información
La letra de Dulce Locura  habla de una ruptura amorosa dónde él se aleja y ella se suicida porque sabe que tuvo la culpa.
En la canción transcurre un piano y un bajo de acompañamiento. También tiene algo de electrónica en el fondo y una guitarra. Los versos empiezan con la palabra destacada "vendo", haciendo referencia a que quiere deshacerse de todos los artículos y objetos que la ligan o la hacen pensar o recordar a su pareja, como en "vendo una cámara gastada que captaba la mirada que en la vida grabaré". Tiene un ritmo rápido hasta que llega el puente en el que ralentiza, y más tarde viene un estribillo con mucho ritmo. Según cuentan Xabi y Amaia la canción es una fusión entre los estribillos de Xabi y los versos de Amaia, que juntaron para formar una sola canción.
El puente previo del estribillo fue creado a petición del productor del grupo, Nigel Walker, y fue escrito por Amaia, en un alarde de genialidad en una receta de cocina, puesto que la maqueta debía estar preparada al poco tiempo y no disponía de otros medios para poder escribirlo. La compañía propuso esta canción para ser lanzada como primer sencillo del álbum sin embargo el grupo decidió que el sencillo fuese Muñeca de trapo. Llegó al número uno de los 40 principales el 14 de octubre de 2006. Al igual que el anterior sencillo, solo se editó en formato promocional. 
Para promocionar en España el videojuego Los Sims 2 Mascotas grabaron en idioma simlish Dulce Locura, e incluso se realizó un videoclip en el que aparecían los componentes del grupo transformados en sims mientras se intercala con imágenes de Amaia en el estudio grabando la canción mientras Xabi aparentemente la mezcla. Esta versión se incluyó como banda sonora en el videojuego y podía aparecer cada vez que los sims encendían una radio. En mayo de 2007 se editó en Italia Guapa e incluía una versión en italiano de esta canción, titulada Dolce Follia y fue traducida por Eros Ramazotti. La canción fue rescatada por Leire en el Tour Cometas por el cielo.
El final de la canción enlaza con la siguiente, Perdida.
Formó parte del repertorio del musical de Los 40 Principales.

## Videoclip
El videoclip, rodado nuevamente por "Struendo", fue grabado en "Los Lavaderos", en Toledo, en un antiguo palacio del siglo XII. El videoclip, con tonos más oscuros, trata de La Oreja de Van Gogh tocando en una sala en el que en el estribillo salen plumas a cámara lenta. También en el transcurso del videoclip se puede ver objetos cayendo a cámara lenta, tanto platos y peceras, así como los artistas, mariposas creadas por ordenador volando por la habitación y efectos de sombra.
Este video le quitó el primer lugar en algunos países como España, a la canción "Hips Don't Lie" de Shakira, y recibió muy buenas críticas por su originalidad y efectos especiales.

## Canciones
Solo se editó el sencillo en forma promocional y únicamente incluía la canción que da título.
- Datos: Q5313323